# Merton, Devon
Merton är en ort och civil parish i Storbritannien.   Den ligger i grevskapet Devon och riksdelen England, i den södra delen av landet, 290 km väster om huvudstaden London. Merton ligger 58 meter över havet och antalet invånare är 740.
Terrängen runt Merton är huvudsakligen platt. Merton ligger nere i en dal. Runt Merton är det ganska glesbefolkat, med 45 invånare per kvadratkilometer. Närmaste större samhälle är Great Torrington, 8,3 km norr om Merton. Trakten runt Merton består i huvudsak av gräsmarker.